# 舟田詠子
舟田 詠子（ふなだ えいこ、1941年 - ）は、日本の食文化研究家。専門はパンの文化史。
東京都生まれ。上智大学ドイツ文学科を卒業後、ドイツへ留学する。 1978年からパンの文化史を研究し、ウィーン民俗学博物館やマリア・ルカウ村をはじめとしてヨーロッパ各地でフィールドワークと文献研究を行う。2000年、千葉大学非常勤講師（ - 2004年）。2001年、東海大学文学部非常勤講師（ - 2010年）。

## 主な著作
- 『アルプスの谷に亜麻を紡いで』筑摩書房、1985年。
- 『アルプスの村のクリスマス』リブロポート、1989年。
- 『パンの文化史』朝日新聞社、1998年。
- 『誰も知らないクリスマス』朝日新聞社、1999年。
- 『BROT – Teil des Lebens』 mdv、2009年。 - ドイツ語

訳書
- パオロ・サントニーノ 『中世東アルプス旅日記』筑摩書房、1986年。

## 映像
- 『パンの民俗誌』
- 『人間は何を食べてきたか』NHK教育スペシャル、1985年。 - 制作協力